# Grundviller
Grundviller (deutsch Grundweiler) ist eine französische Gemeinde mit 661 Einwohnern (Stand 1. Januar 2022) im Département Moselle in der Region Grand Est (bis 2015 Lothringen). Sie gehört zum Arrondissement Sarreguemines.

## Geografie
Die Gemeinde Grundviller liegt zehn Kilometer südwestlich von Saargemünd auf einer Höhe zwischen 222 und 272 m über dem Meeresspiegel. Das Gemeindegebiet umfasst 6,3 km².

## Geschichte
Das Dorf wurde 1423 als Gruntwiller erstmals erwähnt. Im Dreißigjährigen Krieg wurde es vollkommen zerstört, 1766 kam es an Frankreich.
Der vorherige französische amtliche Name Grundwiller wurde 1945 zu seiner jetzigen Form französisiert.

### Bevölkerungsentwicklung
| Jahr      | 1962 | 1968 | 1975 | 1982 | 1990 | 1999 | 2007 | 2019 |
| Einwohner | 387  | 402  | 431  | 514  | 501  | 514  | 653  | 642  |

## Sehenswürdigkeiten

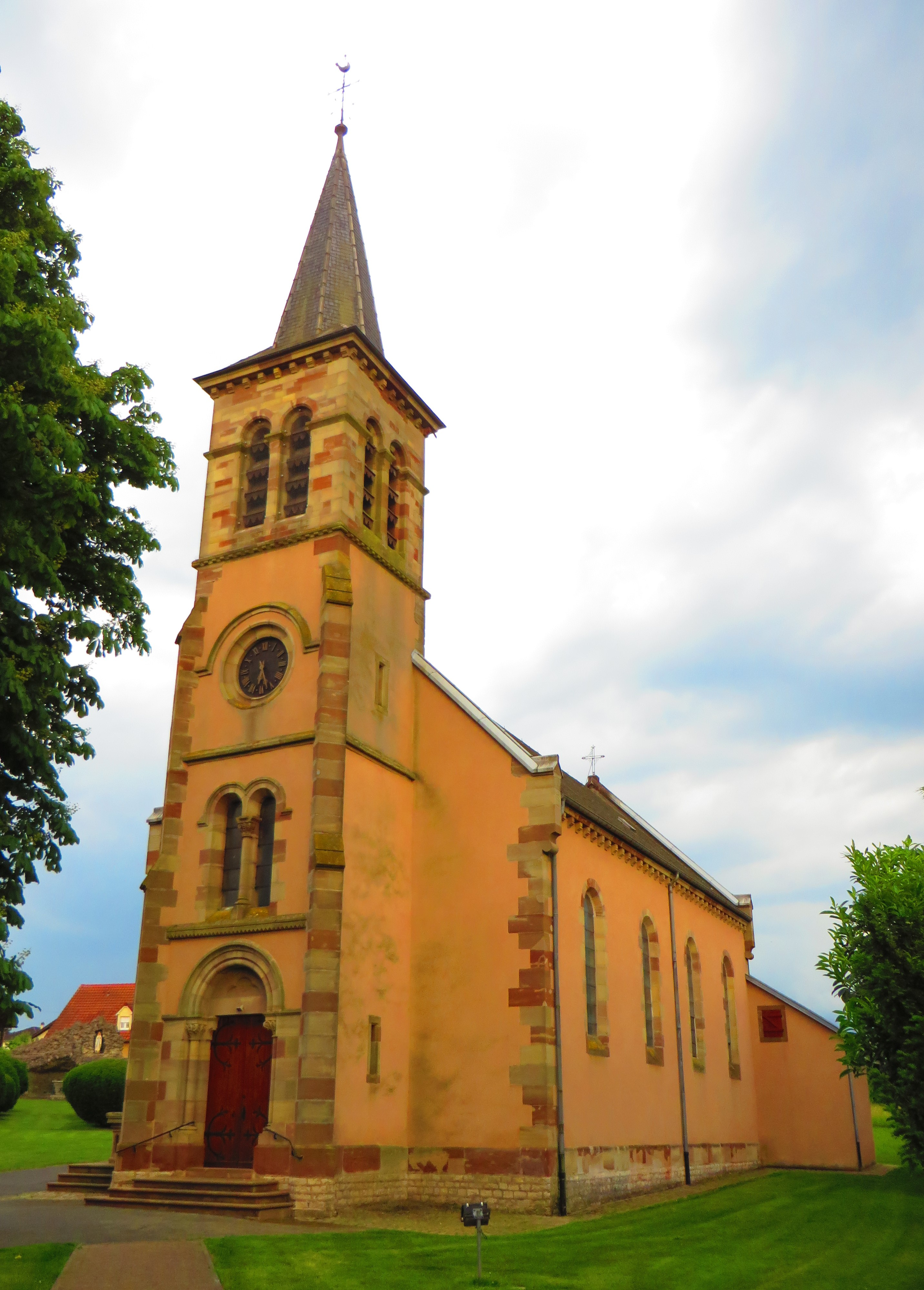
Kirche St. Anna
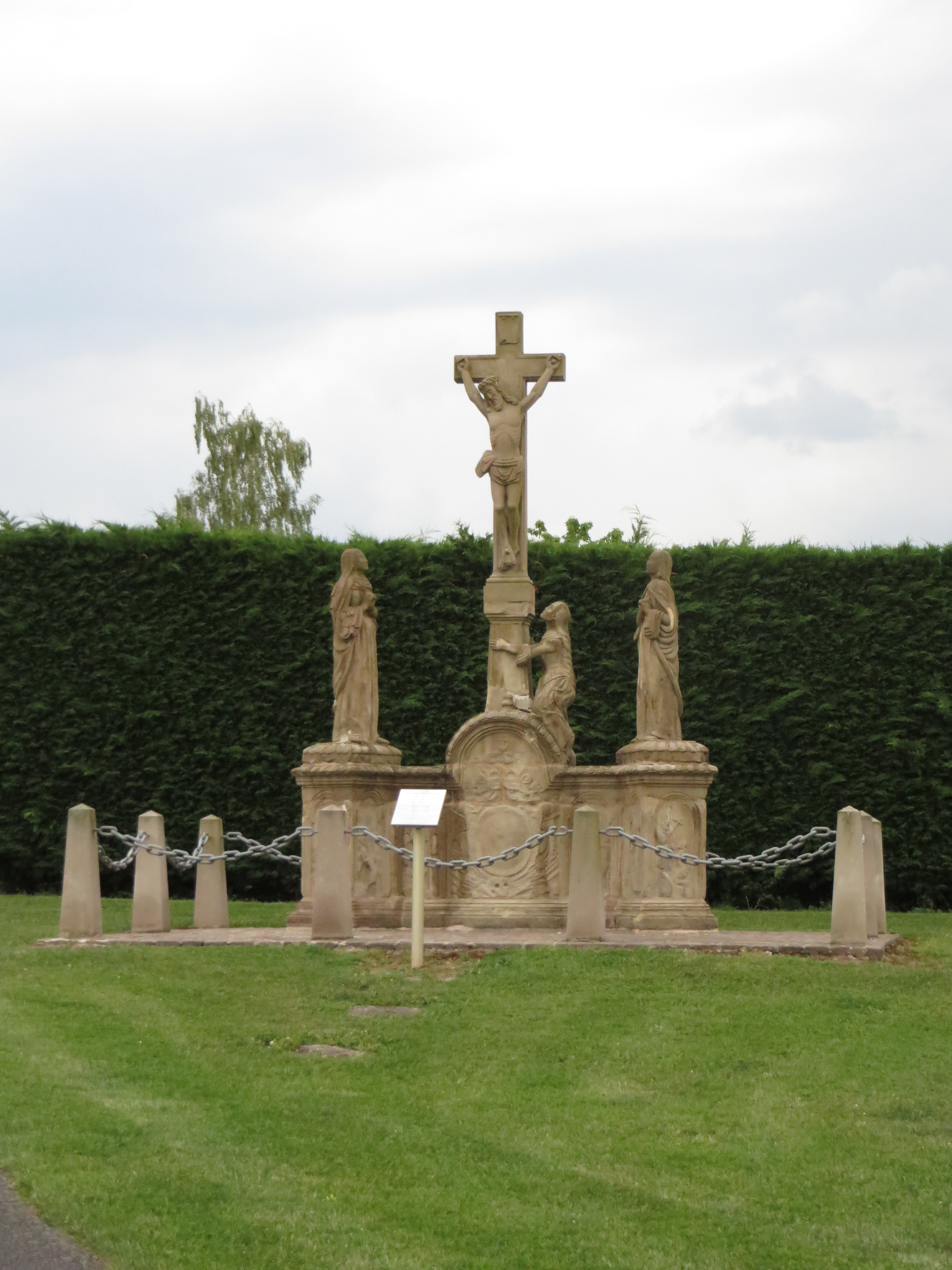
Calvaire

- Kirche St. Anna
- Calvaire